# Begijnhof Herentals

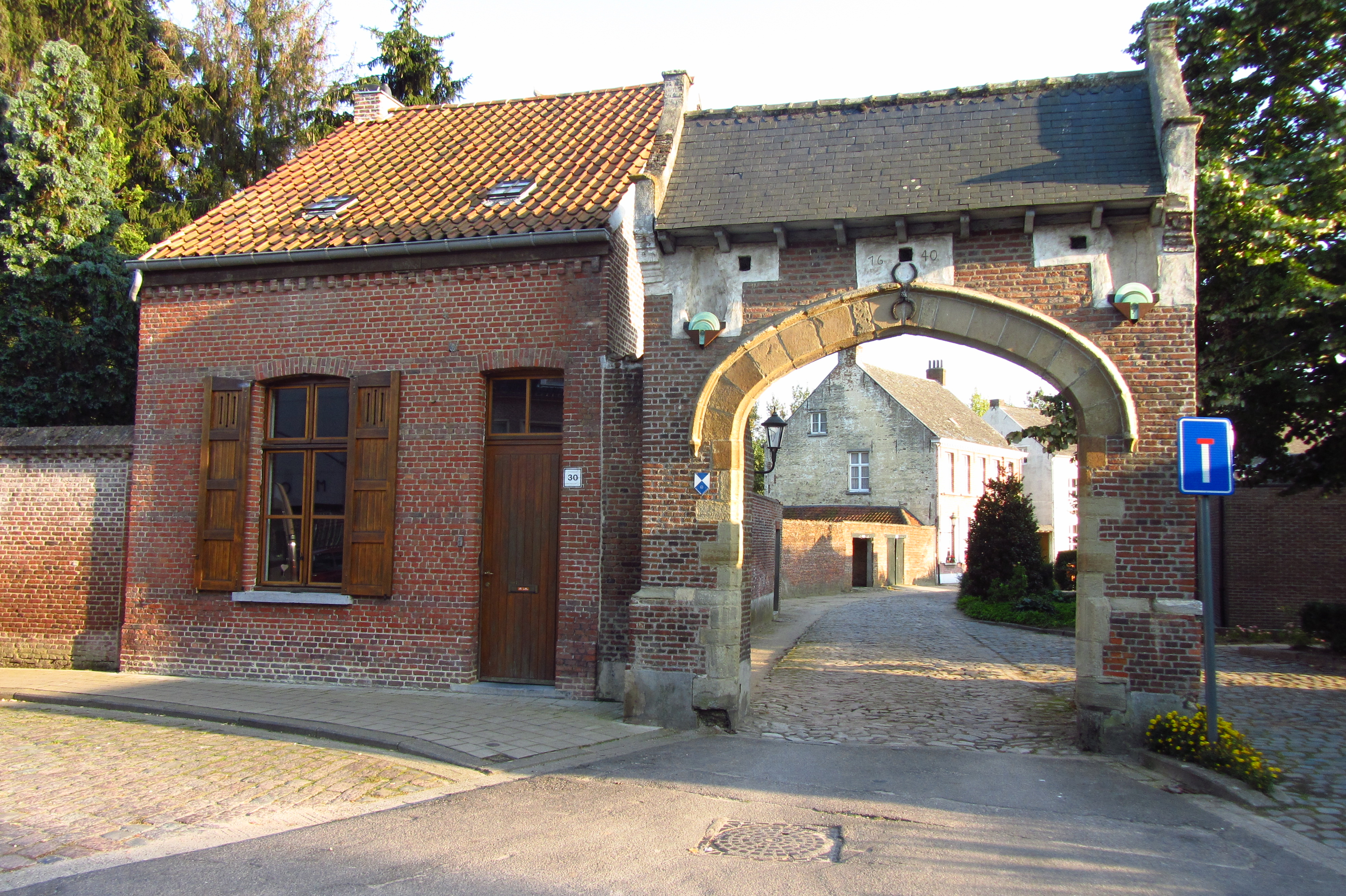
Vooraanzicht van de open poort met het portiersgebouw

Het Begijnhof van Herentals is een begijnhof in de Belgische stad Herentals. Het werd opgericht in 1266 tegenover het oude Gasthuis en was een van de oudste begijnhoven van het hertogdom Brabant. Tijdens de Tachtigjarige Oorlog werd het hof gesloopt en heropgericht in 1590 aan de Burchtstraat.
Het begijnhof bestaat uit één enkele straat, waarlangs een park gelegen is, met daarin een begijnhofkerk. Slechts enkele huizen ervan zijn gerestaureerd. Het hof grenst verder aan een school en enkele seniorenflats.

## Afbeeldingen

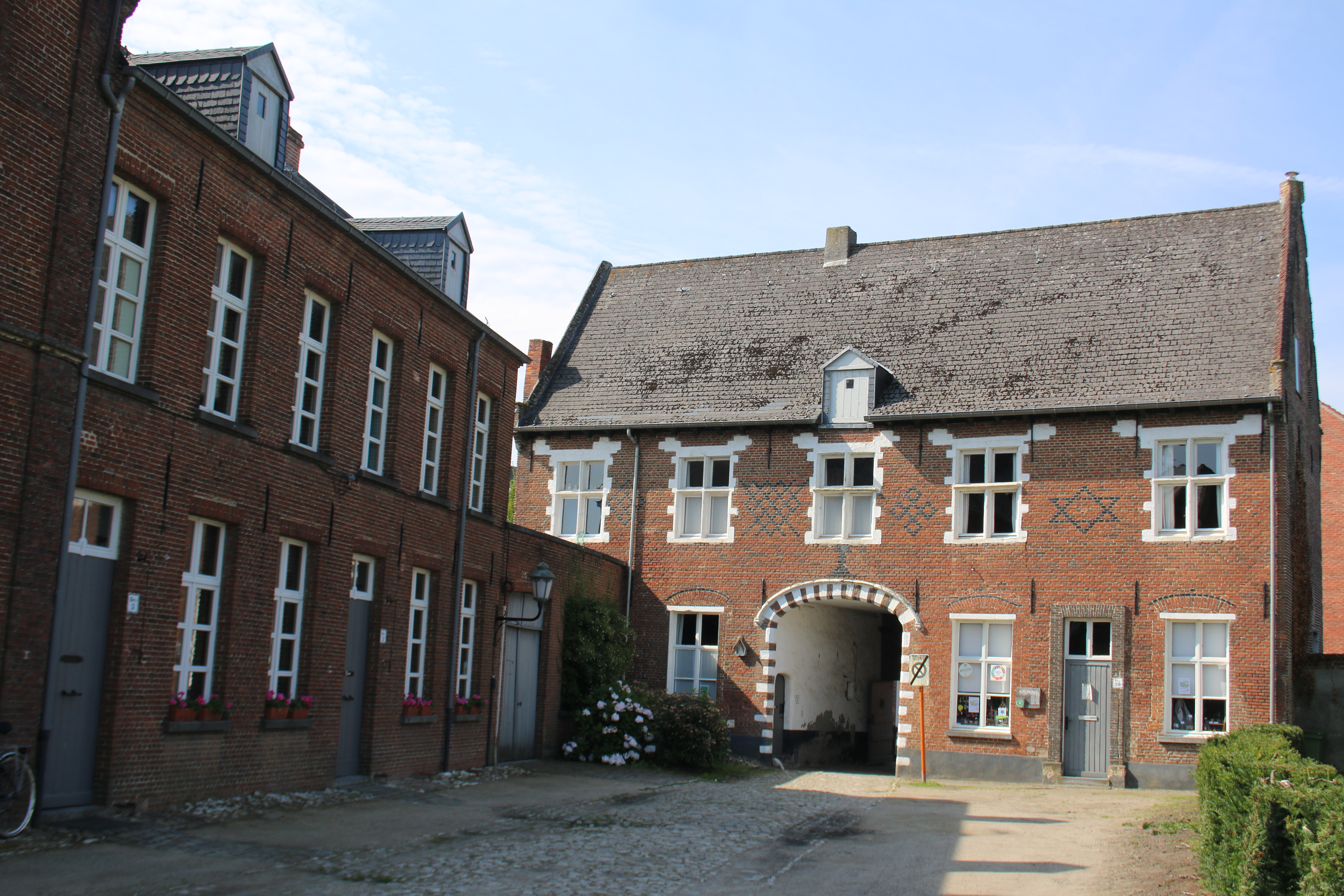
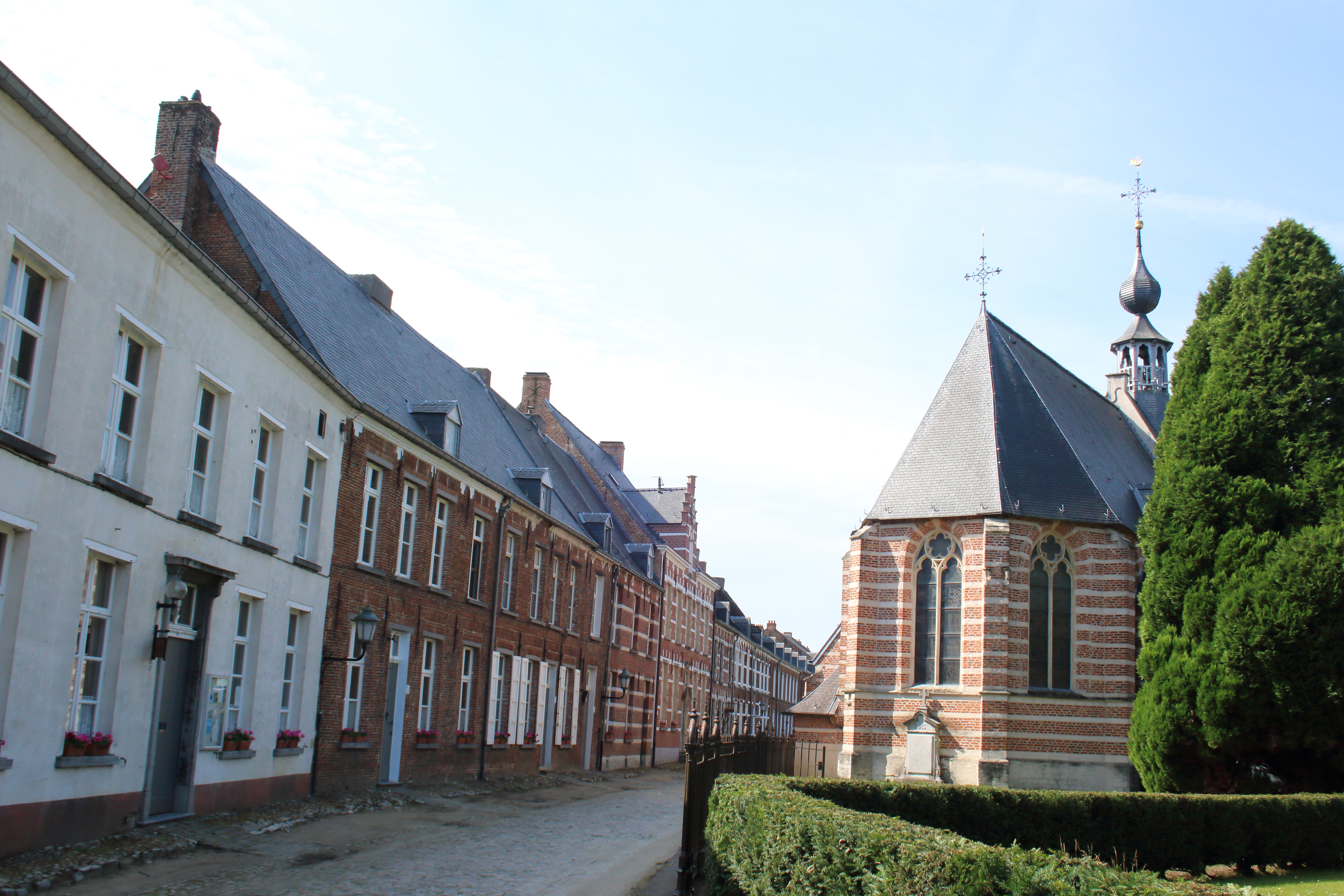
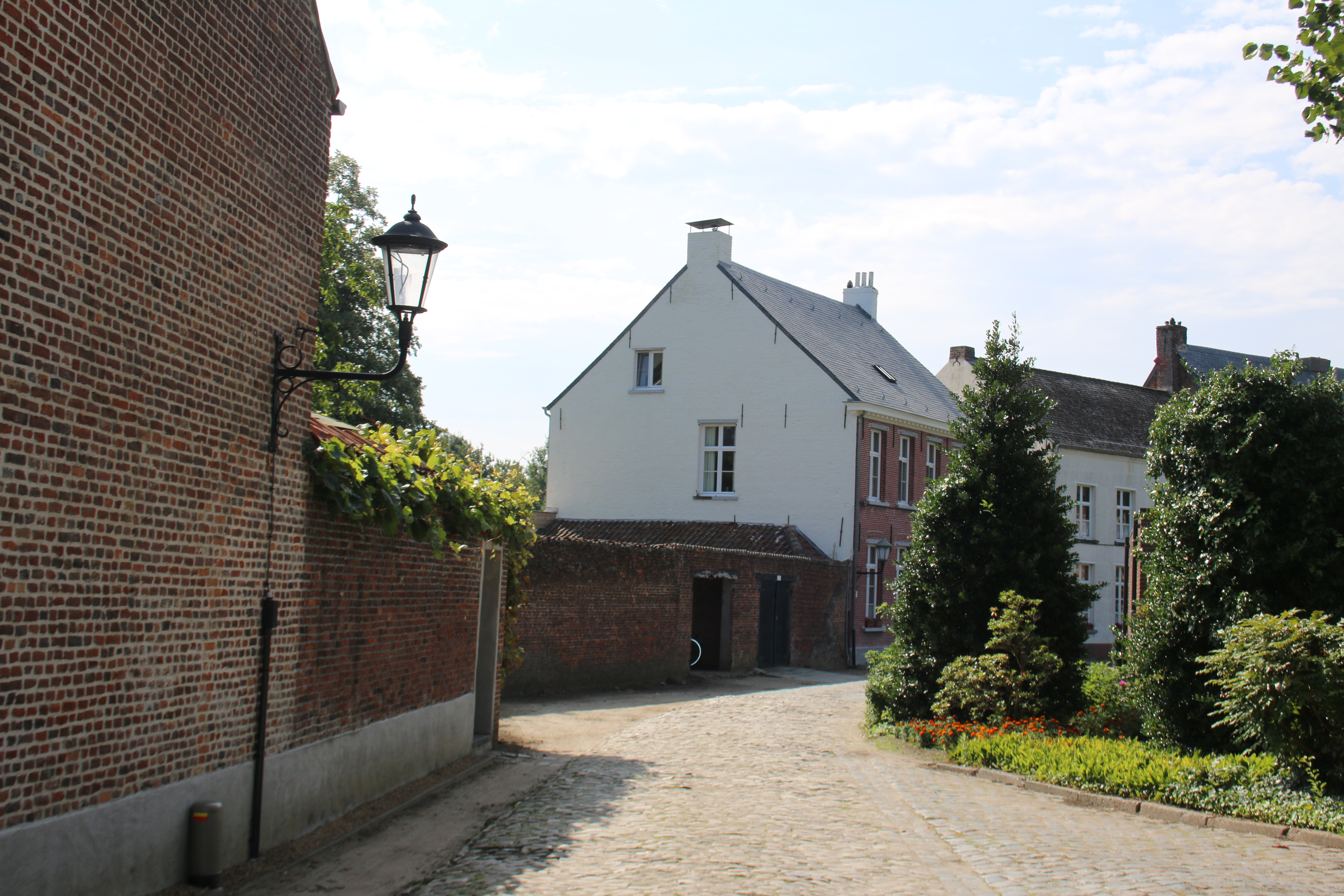
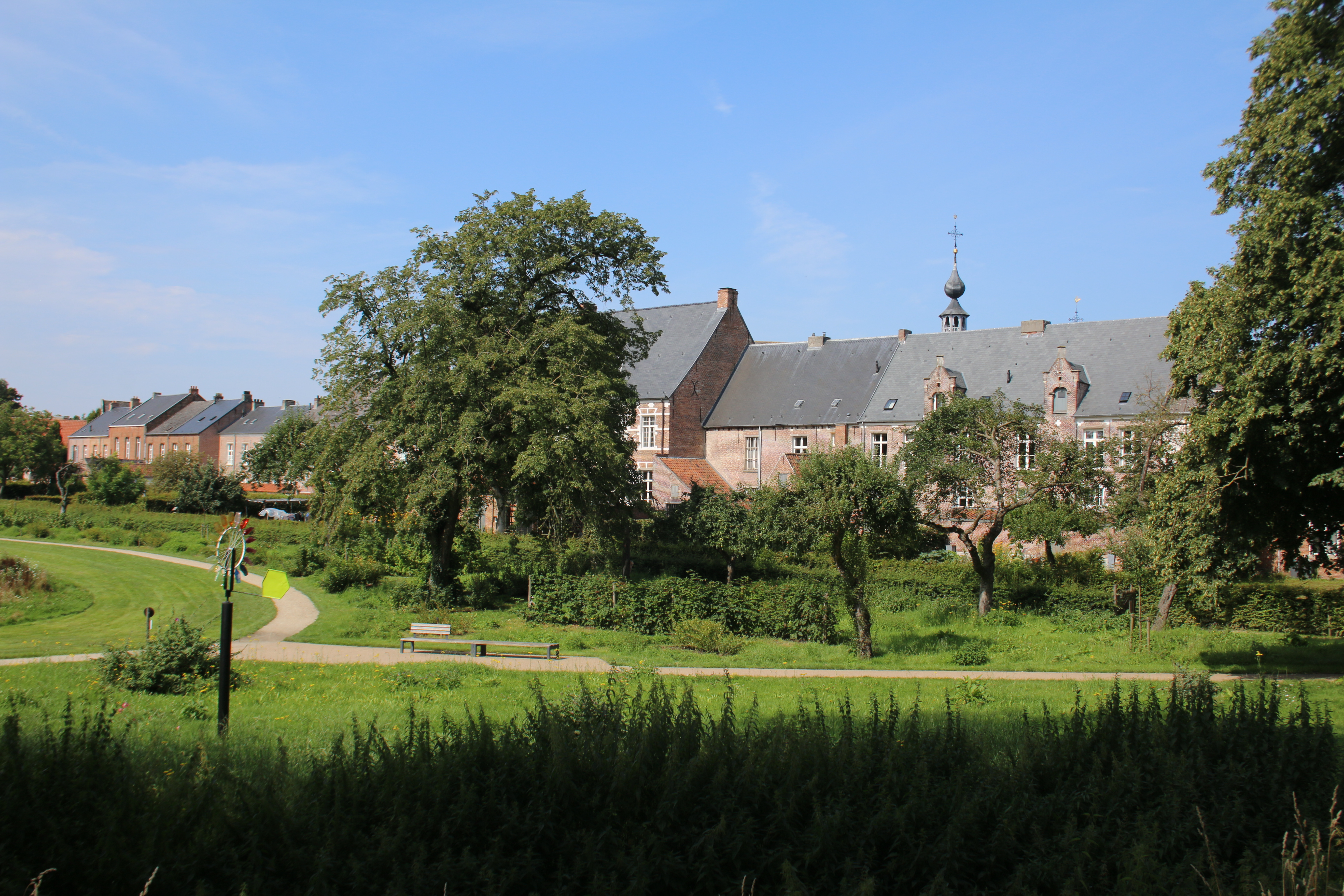
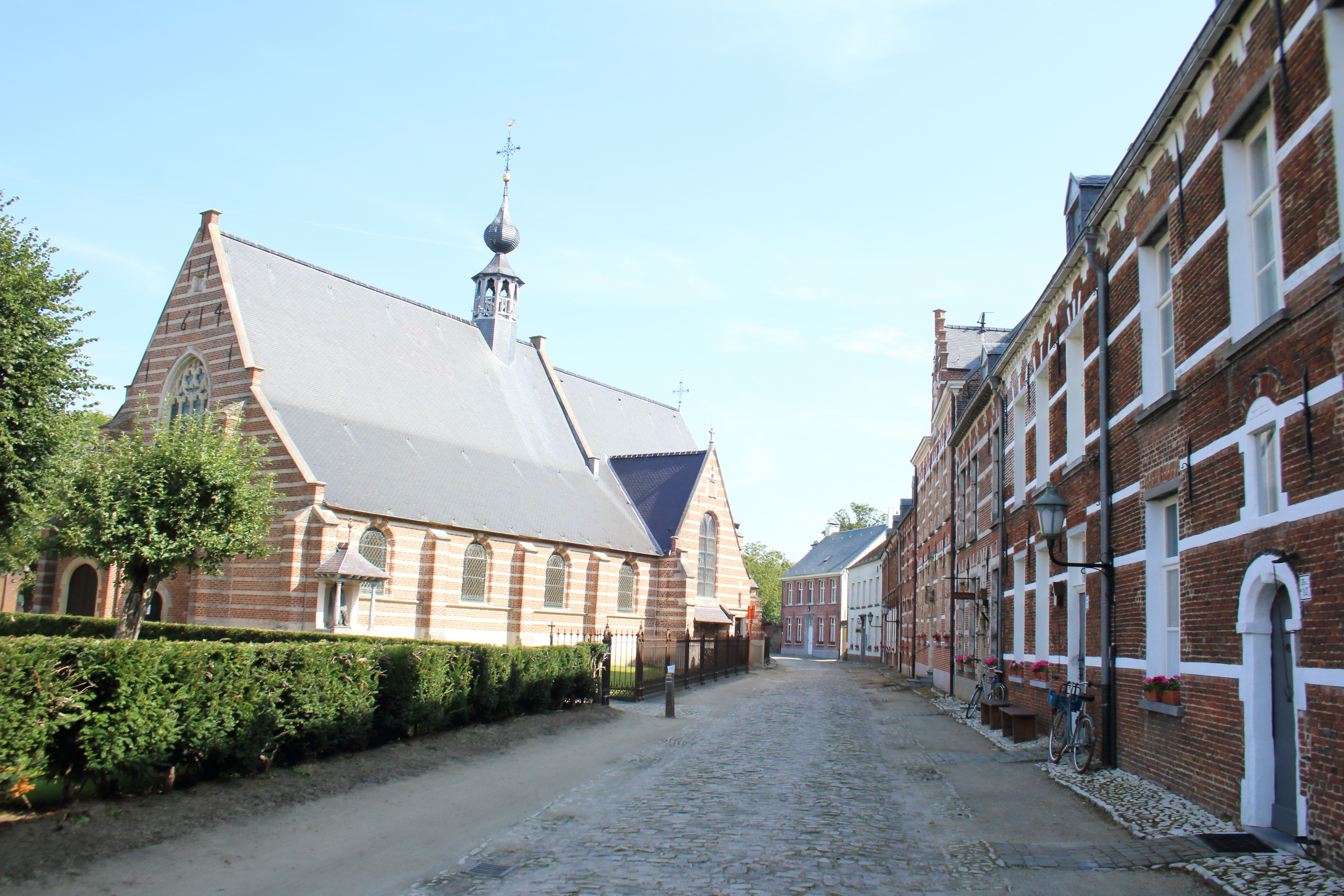